# SBB (album)
SBB (czasem jako SBB 1) – debiutancka płyta zespołu SBB wydana w 1974 roku. Składają się na nią utwory zarejestrowane podczas koncertów w warszawskim klubie Stodoła 18 i 19 kwietnia 1974 r. Album trafił na półki sklepowe późnym latem tego samego roku, a jego nakład został szybko wyprzedany. Debiut zespołu okazał się więc wielkim sukcesem komercyjnym, a dzisiaj uważany jest za jedno z największych osiągnięć grupy.
W 1997 roku wytwórnia Muza wznowiła album z dwoma utworami bonusowymi jako SBB 1, zaś 7 lat później w ramach boxu Anthology 1974-2004, wydanego przez wytwórnię Metal Mind Productions, album ukazał się wzbogacony o 3 inne bonusy. Okładkę projektował Kazimierz Hałajkiewicz.

## Lista utworów

### Wydanie oryginalne 1974 (SX 1142)
1. Odlot (19:17)  [kompozycja zbiorowa] - w tym: Odlecieć z wami [J. Skrzek - J. Grań]
2. Wizje (19:11)  [kompozycja zbiorowa] - w tym: Erotyk [J. Skrzek - J. Matej]

### Wydanie z 1997
1. I Need You Baby (04:41)
2. Odlot (14:38)
3. Wizje (19:14)
4. Zostało we mnie (06:06)
5. Obraz po bitwie (13:57)
6. Figo-Fago (13:05)

### Wydanie z 2004
1. I Need You, Babe (04:39)
2. Odlot (14:39) - w tym: Odlecieć z wami
3. Wizje (18:50) - w tym: Erotyk
4. Zostało we mnie (05:44)
5. Wicher w polu dmie (13:54)
6. Figo-Fago (13:09)
7. Toczy się koło historii (08:35) - nagranie ze studia Polskiego Radia Gdańsk 1974

### Wydanie z 2021[2]
1. I Need You
2. Odlot (w tym: Odlecieć z wami)
3. Wizje (w tym: Erotyk)
4. Zostało we mnie
5. Odlecieć z wami
6. Erotyk
7. Obraz po bitwie

Niemal kompletny zapis koncertów doczekał się wydania w 2007 roku na podwójnym wydawnictwie Complete Tapes 1974.

## Twórcy
- Józef Skrzek – śpiew, gitara basowa, syntezator Davolisint, fortepian, harmonijka ustna
- Apostolis Anthimos – gitara
- Jerzy Piotrowski – perkusja